# Alfred Nichols
Alfred Hubert Nichols  (ur. 28 listopada 1890 w Londynie, zm. 1 maja 1952 w Hammersmith w Londynie) – brytyjski lekkoatleta (długodystansowiec), wicemistrz olimpijski z 1920.
W 1914 zwyciężył w Crossie Narodów (poprzedniku mistrzostw świata w biegach przełajowych).
Na igrzyskach olimpijskich w 1920 w Antwerpii zajął 12. miejsce w biegu przełajowym, a reprezentacja Wielkiej Brytanii zdobyła srebrny medal drużynowo w tej konkurencji (reprezentacje zostały sklasyfikowane według sumy miejsc trzech najlepszych zawodników). Obok Nicholsa punkty w drużynie brytyjskiej zdobyli również James Wilson (4. miejsce) i Anton Hegarty (5. miejsce). Na tych samych igrzyskach Nichols wystąpił również w biegu na 5000 metrów, w którym zajął w finale 8. miejsce.